# Боливия на зимних Олимпийских играх 1992
Боливия принимала участие в Зимних Олимпийских играх 1992 года в Альбертвиле (Франция) в шестой раз за свою историю, но не завоевала ни одной медали.

## Состав сборной
Страну представляли 5 спортсменов (все — мужчины), выступавших в двух дисциплинах горнолыжного спорта: слаломе и гигантском слаломе. Самым молодым участником сборной был 17-летний Даниел Стале. Самым старшим — 36-летний Мануэль Арамайо, который участвовал в предыдущей Олимпиаде.
Знамя Боливии на церемонии открытия Игр нёс Гильермо Авила.

## Результаты
Соревнования среди мужчин проходили в Валь д'Изере (кроме слалома) и в Ле Менюире (слалом).
Лучшим результатом боливийских горнолыжников стало 50 место Гильермо Авилы в слаломе.
| Спортсмен             | Соревнование      | 1 заезд | 2 заезд | Итог    | Итог  |
| Спортсмен             | Соревнование      | Время   | Время   | Время   | Место |
| --------------------- | ----------------- | ------- | ------- | ------- | ----- |
| Карлос Арамайо        | Гигантский слалом | 1:38.83 | 1:45.46 | 3:24.29 | 87    |
| Хосе Мануэль Бехарано | Гигантский слалом | 1:36.47 | 1:50.88 | 3:27.35 | 89    |
| Даниел Стале          | Гигантский слалом | 1:33.56 | 1:38.80 | 3:12.36 | 83    |
| Гильермо Авила        | Гигантский слалом | 1:24.68 | 1:26.09 | 2:50.77 | 77    |
| Хосе Мануэль Бехарано | Слалом            | 1:30.13 | 1:24.55 | 2:54.68 | 59    |
| Мануэль Арамайо       | Слалом            | 1:27.27 | 1:25.29 | 2:52.56 | 57    |
| Даниел Стале          | Слалом            | 1:23.45 | 1:24.97 | 2:48.42 | 56    |
| Гильермо Авила        | Слалом            | 1:13.94 | 1:14.31 | 2:28.25 | 50    |